# منتخب الغابون لكرة اليد
منتخب الغابون لكرة اليد هو الممثل الرسمي لدولة الغابون في رياضة كرة اليد. نافس في بطولة أفريقيا لكرة اليد للرجال وظهر فيها 7 مرات كانت الأولى في سنة 2000 وكانت أفضل نتيجة له فيها هي المركز السادس وذلك في سنة 2000.